# LHC@home

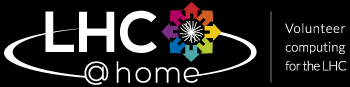
Logo officiel du projet LHC@home, ici sur un fond noir

LHC@home est un projet de calcul distribué du CERN en Suisse qui vise à simuler les collisions de particules élémentaires dans l’accélérateur de particules LHC.
Or, le CERN a besoin de faire des simulations de grande envergure, qui permettront d’optimiser et d’accélérer la construction. Une fois l’accélérateur de particules construit, le CERN envisage éventuellement de faire appel au public et à BOINC pour analyser les données.

## Histoire
LHC@home a été lancé le 1er septembre 2004 en collaboration avec des universitaires européens, projet qui devait durer initialement 3 mois mais, devant son succès, se poursuit en 2005, 2006, 2007 et 2008.
Les serveurs du projet LHC@home étaient basés à l’Université Queen Mary de Londres jusqu'au 23 août 2011. 
Depuis le 2 septembre 2011, les serveurs ont rejoint le site du CERN. 
Le client permettant de réaliser les calculs est disponible pour Linux et Windows.
Le 24 juin 2011, LHC@Home 2.0 débute, en parallèle de la version 1.0. 
En utilisant la technologie des machines virtuelles, la portabilité sur les différents OS est garantie, ce qui permet d'exécuter le système Scientific Linux du CERN sur un ordinateur avec Windows. 
C'est le premier projet BOINC qui inclut la technologie de virtualisation pour exécuter un logiciel très complexe sur des ordinateurs personnels.